# Connarus peekelii
Connarus peekelii är en tvåhjärtbladig växtart som beskrevs av Schellenb.. Connarus peekelii ingår i släktet Connarus och familjen Connaraceae. Inga underarter finns listade i Catalogue of Life.